# Knema pectinata
Knema pectinata är en tvåhjärtbladig växtart. Knema pectinata ingår i släktet Knema och familjen Myristicaceae.

## Underarter
Arten delas in i följande underarter:
- K. p. pectinata
- K. p. vestita